# Patrimonio Cultural Intangible de la Ciudad de México
Patrimonio Cultural Intangible de la Ciudad de México es un reconocimiento otorgado por el Gobierno de la Ciudad de México a expresiones consideradas excepcionales en la Cultura de la Ciudad de México. Fue creado en 2003 a partir de la Ley de Fomento Cultural del Distrito Federal, La valoración y elaboración de dichas declaratorias corre a cargo de la Secretaría de Cultura de la Ciudad de México.

## Definición
La Ley de Fomento Cultural del Distrito Federal, promulgada por el entonces jefe de gobierno, Andrés Manuel López Obrador el 14 de octubre de 2003 contempló, entre otros reconocimientos honoríficos, el de Patrimonio Cultural Intangible. Dicha ley en su artículo 20, fracción IV lo define comoː

Todo producto cultural, tanto individual como colectivo, que tiene un significado o valor especial o excepcional para un grupo social determinado o para la sociedad en general, que, no obstante poseer una dimensión expresamente física, se caracteriza fundamentalmente por su expresión simbólica y, por ende, se reconoce como depositario de conocimientos, concepciones del mundo y formas de vida.
Ley de Fomento Cultural del Distrito Federal

La declaratoria considera en su existencia la Convención para la Salvaguardia del Patrimonio Cultural Inmaterial de la Organización de las Naciones Unidas para la Educación, la Ciencia y la Cultura (Unesco).

## Proceso de declaración

### La nominación
La propuesta de un producto cultural que reciba la declaratoria puede ser hecha por cualquier persona o grupo de ellas a la Secretaría de Cultura local, mediante una carta de exposición de motivos dirigida a dicha entidad. También el Consejo de Fomento y Desarrollo Cultural del Distrito Federal, un organismo constituido por autoridades culturales y por representantes de la sociedad civil, puede asesorar en los bienes culturales que pueden recibir la declaratoria.

### La evaluación
La Secretaría de Cultura valora las peticiones de nuevas declaratorias y podrá someterla también "a la consideración y aprobación en su caso, del titular de la Jefatura de Gobierno del Distrito Federal".

## Productos culturales declarados
| Año de declaratoria | Nombre                                                       | Descripción | Imagen |
| ------------------- | ------------------------------------------------------------ | --- | ------ |
| 2011                | Orquesta Típica de la Ciudad de México                       | Ensamble orquestal fundado en 1884 por Carlos Curti. interpreta fundamentalmente obras tradicionales mexicanas tanto del dominio público como de reconocidos compositores mexicanos y obras del repertorio internacional clásico y popular.                  |        |
| 2012                | Pasión de Cristo en Iztapalapa                               | Representación de la Pasión, Muerte y Resurrección de Cristo en Iztapalapa, representación de la pasión de Cristo que se realiza en los pueblos originarios de la delegación Iztapalapa, en la Ciudad de México, desde 1843                                  |        |
| 2013                | Feria de las Flores                                          | Festividad cultural más reconocida de la delegación Álvaro Obregón, iniciada en 1857. |        |
| 2016                | Mercados públicos de la Ciudad de México                     | Manifestaciones Tradicionales que se reproducen en los Mercados Públicos, 329 mercados de la capital, incluyendo algunos de tradición reconocida como el Mercado de Sonora, el Mercado de la Merced, el Mercado de Medellín o el Mercado Abelardo Rodríguez. |        |
| 2016                | Alegría, en específico la del pueblo de Santiago Tulyehualco | Dulce de amaranto típico del pueblo de Santiago Tulyehualco, delegación Xochimilco. |        |

### Productos culturales nominados
- Charrería[8]
- Feria Nacional del Mole en San Pedro Atocpan[9]
- Leyenda de la Llorona[10]